# Basileios (Jerusalem)
Basileios war Patriarch von Jerusalem (um 821 bis um 839).
Basileios trat für die Verehrung von Ikonen in der Kirche ein. Im April 836 fand unter seinem Vorsitz eine Synode in Jerusalem statt, die diese Position erklärte, zusammen mit den Patriarchen Christophoros von Alexandria und Job von Antiochia. Sie stand gegen die Position des byzantinischen Kaisers Theophilos, der sich entschieden gegen die Verehrung von Bildern aussprach.